# Country Bumpkin
«Country Bumpkin» es una canción escrita por el compositor estadounidense Don Wayne, e interpretada por el cantante Cal Smith. Fue publicada en febrero de 1974 como el sencillo principal de su álbum del mismo nombre.

## Recepción de la crítica
Un escritor no especificado de la revista Cash Box describió el sencillo como un “una balada interesante que atrae al oyente con una letra magnética”, e indicó que “la rica y suave voz de Cal le da a este sencillo una sensación muy realista que sólo Cal puede transmitir”. Un escritor no especificado de la revista Billboard escribió: “Con esa voz melancólica, Smith canta esta canción inusual con una letra sorprendentemente fuerte”. El ingeniero de audio Joe Mills calificó «Country Bumpkin» como “una de las mejores canciones que he escuchado en mucho, mucho tiempo”.

## Galardones
| Año  | Premio      | Categoría        | Resultado | Ref.  |
| ---- | ----------- | ---------------- | --------- | ----- |
| 1974 | Premios ACM | Canción del Año  | Ganador   | [ 7 ] |
| 1974 | Premios ACM | Sencillo del Año | Ganador   | [ 7 ] |
| 1974 | Premios CMA | Sencillo del Año | Ganador   | [ 8 ] |

## Lista de canciones
- 7-inch single – MCA-40223[9]

1. «Country Bumpkin» – 3:38
2. «It's Not the Miles You've Traveled» – 2:19

## Posicionamiento

### Gráfica semanal
| Gráfica (1974–75)                                   | Pico de posición |
| --------------------------------------------------- | ---------------- |
| Australia (Kent Music Report)                       | 23               |
| Canadá (RPM Country Playlist)                       | 2                |
| Estados Unidos (Billboard Hot Country Singles)      | 1                |
| Estados Unidos (Cash Box Country Top 75)            | 1                |
| Estados Unidos (Record World Country Singles Chart) | 1                |

### Gráfica de fin de año
| Gráfica (1974)                                 | Pico de posición |
| ---------------------------------------------- | ---------------- |
| Estados Unidos (Billboard Hot Country Singles) | 44               |
| Estados Unidos (Cash Box Country Top 75)       | 36               |

| Gráfica (1975)                | Pico de posición |
| ----------------------------- | ---------------- |
| Australia (Kent Music Report) | 90               |